# Mont Waesche
Le mont Waesche est une montagne d'origine volcanique située à l'extrémité sud de la chaîne du Comité Exécutif dans la terre Marie Byrd en Antarctique. Il s'élève à 3 292 m d'altitude et se trouve à 20 km au sud-ouest du mont Sidley dont il est séparé par le col Bennett.
La montagne comprend au nord-est le pic Chang (2 920 m) et sa caldeira et est en grande partie recouverte de neige et de glaciers, mais des affleurements rocheux sont présents sur les versants sud et sud-ouest.
Le volcan a peut-être été actif jusqu'à l'Holocène, des couches de téphras récupérées à partir de carottes de glace semblant le démontrer. Une activité sismique provenant à la fois du volcan et d'une zone au sud de celui-ci a été enregistrée, ce qui pourrait refléter une activité volcanique toujours en cours.

## Géographie

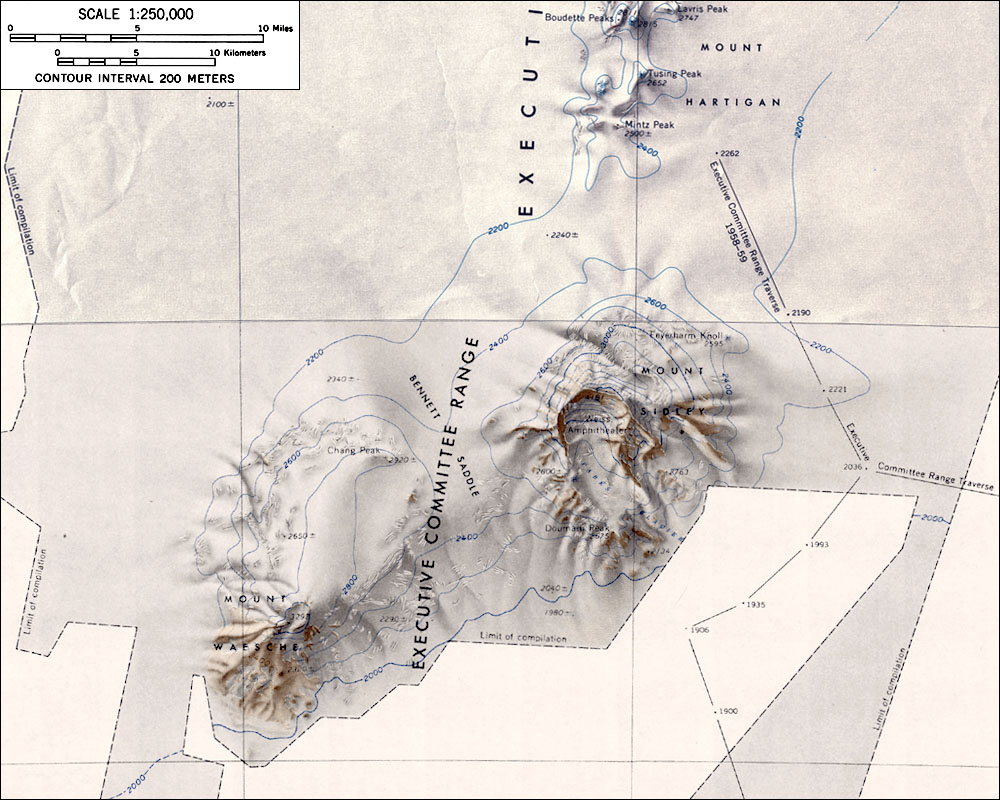
Carte topographique des monts Sidley (à droite) et Waesche (à gauche).

Le mont Waesche se trouve dans la Terre Marie Byrd, l'une des zones les plus inaccessibles de l'Antarctique. C'est l'un des 18 volcans de cette région, qui ont été actifs de l'Oligocène à l'époque récente. La région comprend également le plus haut volcan de l'Antarctique, le mont Sidley, qui atteint 4 181 m d'altitude. Il pourrait y avoir jusqu'à 138 volcans enfouis sous la glace de cette région.
Il est situé à l'extrémité méridionale de la chaîne du Comité Exécutif qui comprend du sud au nord quatre autres grands volcans : le mont Sidley, le mont Hartigan, le mont Cumming et le mont Hampton. En 2013, des études sismiques réalisées par une équipe de chercheurs de l'Université du Missouri-Saint-Louis suggèrent que la chaîne de volcans correspond au déplacement vers le sud d’un point chaud toujours actif, situé actuellement près du mont Waesche. L'origine de l'activité volcanique y a été corrélée à l'activité d'un panache du manteau sous la croûte.
Le mont Waesche est un volcan double avec une caldeira au pic Chang de 6 × 10 km — la plus étendue de la terre Marie Byrd — et une autre, à 500 m sous le pic Waesche lui-même, de 2 km de diamètre.

## Géologie

### Glaciologie
Le mont Waesche est en grande partie recouvert de neige et comprend plusieurs glaciers alpins ainsi qu'une zone de glace bleue et un certain nombre de couches de téphras affleurent de la glace.
Le volcan émerge de la calotte glaciaire de l'Antarctique occidental qui atteint à cet endroit une épaisseur d'environ 2 000 m et s'écoule vers le sud en direction de la barrière de Ross.
L'activité glaciaire a altéré le volcan, générant des stries glaciaires sur les roches volcaniques plus anciennes et des reliefs résultant de la gélivation et de la solifluxion. La dérive glaciaire se trouve sur le flanc sud-ouest libre de glace. À leur tour, les moraines glaciaires ont été envahies par des coulées de lave. Deux ensembles de moraines formées par des débris volcaniques - l'un contenant de la glace, l'autre sans - se trouvent sur les flancs sud et sud-ouest, atteignant des hauteurs de 120 m et des longueurs d'environ 3 km. La datation de l'exposition de surface a indiqué qu'ils appartiennent à un maximum glaciaire qui s'est produit il y a environ 10 000 ans et que les roches volcaniques ont probablement été extraites du dessous de la glace. En dehors de l'érosion glaciaire, une forte érosion éolienne a eu lieu sur le volcan.

### Volcanisme

Schéma montrant une coupe transversale de la lithosphère terrestre (en vert foncé) avec du magma sortant du manteau (en rouge). Le diagramme inférieur illustre une trajectoire de point chaud causée par le mouvement de la lithosphère.

Outre les cinq monts principaux, de la chaîne du Comité Exécutif, l'édifice comprend divers évents et pics (Annexstad, Doumani et le pic Chang). Les montagnes qui constituent cette chaîne sont toutes volcaniques, comportent des caldeiras remplies de glace et beaucoup sont des volcans doubles. L'activité volcanique semble se déplacer vers le sud à un rythme de 0,7 cm par an. L'activité sismique enregistrée en 2010 et 2011 au sud du mont Waesche peut indiquer une présence magmatique en cours d'activité au sud de ce volcan qui est le plus jeune de l'alignement. Mais selon d'autres sources le pic Chang et le mont Waesche semblent être situés à l'extérieur de la chaîne du Comité exécutif.
Le double volcan a expulsé des trachy-basaltes et de la trachy-andésite basaltique. L'apparition de rhyolite a également été signalée. Il semble y avoir deux groupes de roches volcaniques au mont Waesche . Les phénocristaux du pic Chang comprennent l'aenigmatite, le feldspath alcalin, l'ilménite et le quartz et au mont Waesche l'olivine, des plagioclases et la titanaugite. Des xénolithes de granulite et de pyroxénite ont également été découverts. Malgré leur proximité, le mont Sidley et le mont Waesche ont expulsé des roches nettement différentes. Fait inhabituel pour les volcans de la terre Marie Byrd, la chimie des roches volcaniques du mont Waesche semble avoir changé avec le temps. Le volume total de roches est estimé à 160 km3.
Sur le côté nord de la caldeira du pic Chang se trouve un affleurement qui se compose de pierre ponce et de roches porphyritiques. Les deux volcans semblent être principalement formés de lave. Au moins cinq évents annexes se trouvent sur le volcan, avec plusieurs qui sont alignés sur des fissures radiales. Ce sont par ses bouches qu'ont fait éruption des cendres, de la lave et des bombes volcaniques. De longues digues radiales font saillie du mont Waesche et sont la seule partie de l'édifice où affleure le tuf Hyaloclaste.
La plupart de ces couches de téphras proviennent du mont Waesche, mais certaines proviennent du mont Berlin et du mont Takahé (volcans situés respectivement à 260 et 390 km) et leur âge varie de 118 000 ans à l'Holocène. Deux couches de téphras particulièrement remarquables du mont Waesche sont connues sous le nom de « Grande Muraille » et « Mur Jaune ».

## Histoire

### Histoire éruptive
Le développement du mont Waesche a commencé au Pliocène, des couches de téphras du Plio-Pléistocène trouvées dans l'océan Pacifique Sud semblent provenir du volcan. Il semble que le volcanisme dans la chaîne du Comité Exécutif se soit déplacé vers le sud au fil du temps, commençant au mont Hampton et finissant par arriver au mont Waesche qui serait le plus jeune centre volcanique de la chaîne.
Le pic Chang a émergé en premier, il y a 1,6 million d'années ou entre 2,0 et 1,1 millions d'années, tandis que le mont Waesche s'est formé il y a environ 1 million d'années ; les roches les plus jeunes de Waesche ont moins de 100 000 ans, alors qu'il n'y a aucune preuve d'activité récente au mont Chang. La datation argon-argon sur les roches qui forment aujourd'hui les moraines a donné des âges d'environ 200 000 à plus de 500 000 ans.
Un évent de flanc a été daté à 170 000 ans et certaines roches sont même trop jeunes pour être datées par une datation potassium-argon. Une impulsion majeure d'émissions de coulées de lave semble s'être produite il y a 200 000 à 100 000 ans et un épisode plus ancien il y a 500 000 à 300 000 ans.
Selon des sources de téphras trouvées dans les carottes de glace, le volcan était encore actif pendant l'Holocène. Une couche de cendres volcaniques probablement originaire du mont Waesche a été identifiée dans la région grâce aux données radar et date d'environ 8 000 ans. Le volcan est donc aujourd'hui considéré comme « probablement actif » ou « peut-être actif ».
Un système magmatique pourrait exister à 55 km au sud du mont Waesche à 25 à 40 km de profondeur sous la glace. Une activité sismique actuelle a été enregistrée au mont Waesche, mais elle pourrait être volcanique/tectonique ou causée par le mouvement des glaces. Il est peu probable que de futures éruptions aient un impact au-delà des environs du volcan.

### Histoire humaine
Le volcan a été découvert par l'expédition du United States Antarctique Service (USAS) lors d'un vol le 15 décembre 1940 et nommé en l'honneur du vice-amiral Russell R. Waesche (en), commandant de la garde côtière des États-Unis, membre du comité exécutif de l'USAS. Des études de terrain ont eu lieu en 1999-2000 et 2018-2019.